# Ecclésiaste Lemba
Ecclésiaste Lemba, né le 17 février 1992 à Paris en France, est un acteur, scénariste et producteur français d’origine congolaise. Ses œuvres cinématographiques parlent de lui, mais également de son pays d’origine, la République démocratique du Congo.

## Biographie
C’est à l’âge de 11 ans qu’Ecclésiaste devient vice porte-parole du premier conseil municipal d’enfants de la ville des Mureaux (78) en France.
En 2008, après son stage effectué à France 2, il se met à prendre des photos en devenant un chasseur de stars  pendant deux ans. Durant cette période, il rencontre de nombreuses célébrités.
En Août 2011, il quitte la France pour le Canada, où il joue dans son premier film Le Prince du Ghetto, qui sort en septembre 2012.
En mai 2013, il participe en tant que candidat à une émission culinaire de la série Un dîner presque parfait sur M6, et à un reportage de Confessions Intimes sur la chaine TF1.
En juin 2015, il tourne son deuxième film, Welcome to Montreal,,.
Le 28 février 2020, dans le cadre du mois de l’histoire des Noirs au Canada, il est lauréat de l’organisme Réseau de Communication pour la Prévention des Actes Criminels, qui récompense les jeunes noirs considérés comme des modèles dans leurs milieux respectifs. Un certificat de mérite lui est décerné pour souligner son engagement au sein de la société québécoise grâce à ses deux films tournés dans la province de Québec.
Le samedi 3 octobre 2020, grâce au film Welcome to Montreal,  il est déclaré Meilleur Cinéaste de la diaspora congolaise de l’année 2019 à l’occasion de la 4ème édition de Culture Awards Rdc.
Nommé dans 4 catégories aux African Talent Awards, le samedi 26 décembre 2020, il reçoit à Abidjan, le prix du meilleur film international africain de l’année 2020 avec Welcome to Montreal,.
Il a également électrifié le village Kingungila situé dans la région du Mayombe en République Démocratique du Congo et a fait construire un mausolée, qui est devenu un site touristique local.

## Filmographie
- 2012: Le Prince du Ghetto[11]
- 2019: Welcome to Montreal [12]
- 2023 : Voyage vers mes racines[13]

## Distinctions
- Certificat de Mérite 2020 – Réseau de Communication pour la Prévention des Actes Criminels (Recopac) [7]
- Prix du meilleur Cinéaste de la Diaspora Congolaise 2020 – 4ème édition Culture Awards Rdc[8]
- Prix du meilleur Film International africain de l’année aux African Talent Awards 2020 pour Welcome to Montréal[9],[2]
- Prix du meilleur acteur africain de la diaspora congolaise 2021 au Festival d'images d'Afrique Awards (Festim)[14]
- Prix du meilleur film africain de la diaspora congolaise 2021 au Festival d'images d'Afrique Awards (Festim)
- Prix du jeune qui inspire dans le domaine de l'engagement communautaire et philanthropique au Kongo Awards 2025[15]